# Saint-Plancard
Saint-Plancard är en kommun i departementet Haute-Garonne i regionen Occitanien i södra Frankrike. Kommunen ligger i kantonen Montréjeau som tillhör arrondissementet Saint-Gaudens. År 2022 hade Saint-Plancard 395 invånare.

## Befolkningsutveckling
Antalet invånare i kommunen Saint-Plancard
Referens:INSEE